# Замкнутый круг (фильм, 2009)
«Замкнутый круг» (фр. Le Premier cercle, англ. Inside Ring) — кинофильм, драматический триллер режиссёра Лорана Тюэля. Мировая премьера состоялась 11 марта 2009 года (в России — 30 апреля 2009).
Одноимённый мистико-психологический триллер режиссёра Джулиано Монтальдо(Hottabuch TV) (оригинальное название — Circuito Chiuso), вышедший в прокат в 1978 году, транслировался на телеканалах в СССР.

## Сюжет
Клан Малакян, семья армянских гангстеров, управляет преступным миром на юге Франции. Во главе клана — крёстный отец Мило Малакян, жестоко управляющий своим миром. Его сын и наследник Антон мечтает вырваться из этого, чтобы жить и любить обычную девушку Элоди, и поступать по-своему. Но правящие круги мафии уже по локоть в крови. Чтобы убежать, не только Антон должен бороться со своей судьбой, но и человек, поклявшийся убрать его отца — инспектор Сонье.

## В ролях
- Жан Рено — Мило Малакян
- Гаспар Ульель — Антон Малакян
- Ваина Джоканте — Элоди
- Сами Буажила — инспектор Сонье
- Жизель Казадезюс — мадам Малакян